# Philotheca tomentella
Philotheca tomentella är en vinruteväxtart som först beskrevs av Friedrich Ludwig Diels, och fick sitt nu gällande namn av Paul G. Wilson. Philotheca tomentella ingår i släktet Philotheca och familjen vinruteväxter. Inga underarter finns listade i Catalogue of Life.